# Mathurin Méheut
Mathurin Méheut (* 21. Mai 1882 in Lamballe, Département Côtes-d’Armor; † 22. Februar 1958 in Paris) war ein französischer Grafiker, Maler, Bildhauer, Töpfer, Illustrator und Designer.
Méheut beobachtete gerne das Alltagsleben der Fischer, Bauern und Handwerker. Dies ist auf zahlreichen Skizzen und Bildern zu sehen.
1921 wurde Mathurin Méheut zum Peintre Officiel de la Marine ernannt.